# ستيفان نيكوليتش
ستيفان نيكوليتش (بالإنجليزية: Stefan Nikolić)‏ (و. 1990  م) هو لاعب كرة قدم، من الجبل الأسود، ولد في نيكشيتش، يلعب كمهاجم.

## روابط خارجية
- ستيفان نيكوليتش على موقع الاتحاد الأوربي (الإنجليزية)
- ستيفان نيكوليتش على موقع دوري كوريا الجنوبية (الإنجليزية)
- ستيفان نيكوليتش على موقع قاعدة بيانات كرة القدم.إي يو (الإنجليزية)
- ستيفان نيكوليتش على موقع Soccerway.com (الإنجليزية)
- ستيفان نيكوليتش على موقع عالم كرة القدم.نت (الإنجليزية)
- ستيفان نيكوليتش على موقع AS.com (الإسبانية)